# 布瀬川集
布瀬川 集（ふせがわ しゅう、1946年（昭和21年）7月14日 - ）は、三井共同建設コンサルタント副社長。
三井不動産グループ、キャニー会長。
元三井ホーム専務取締役、栃木中央ホーム株式会社社長。

## 概要
茨城県出身。東京、大阪育ち
大阪府立生野高等学校、早稲田大学第一法学部を卒業後。1969年三井不動産に入社。
1993年三井ホーム取締役に就任、専務取締役などを歴任。
広報担当役員として吉永小百合をイメージキャラクターに起用、東京ディズニーランドオフィシャルスポンサーに参加するなど、住宅業界NO1へ押し上げようと積極戦略をとった。
現在は大学客員教授（桜美林大学北東アジア総合研究所等）様々な分野で活躍している。
義弟である福島祥郎は、オリエンタルランドの代表取締役社長（兼）COO（最高執行責任者）。
趣味は読書、ゴルフ。